# Галас, Иван Иванович
Иван Иванович Галас (укр. Іван Іванович Галас; род. 20 февраля 1933, село Гребля, Подкарпатская Русь, Чехословакия) — украинский государственный деятель, депутат Верховной рады Украины I созыва (1990—1994).

## Биография
Родился 20 февраля 1933 года в селе Гребля земли Подкарпатская Русь Чехословакии в крестьянской семье.
С 1948 года работал разнорабочим колхоза им. И. В. Сталина в родном селе. С 1949 года учился в Вилоцкой зооветеринарной школе Виноградовского района Закарпатской области. Также окончил Львовский зооветеринарный институт по специальности «зоотехник».
С 1950 года работал зоотехником в колхозе им. В. И. Ленина в селе Заречье Иршавского района Закарпатской области. С 1952 года проходил срочную военную службу в рядах Советской армии, после возвращения из армии с 1955 года работал зоотехником колхоза «Первое мая» Иршавского района. С 1957 года являлся председателем колхоза «Красный партизан» (с. Чёрный Поток Иршавского района), с 1969 года — председателем колхоза «Верховина» (с. Заречье Иршавского района).
С 1975 года находился на партийной работе, был вторым секретарём Иршавского райкома КП УССР, с 1977 года — председателем Иршавского районного совета, с 1980 года — первым секретарём Иршавского райкома КП УССР.
Являлся членом КПСС с 1957 года.
В 1990 году в ходе первых альтернативных парламентских выборов в Украинской ССР был выдвинут кандидатом в народные депутаты, 18 марта 1990 года во втором туре был избран народным депутатом Верховного совета Украинской ССР XII созыва (в дальнейшем — Верховной рады Украины I созыва) от Ковпаковского избирательного округа № 171 Закарпатской области, набрал 50,14 % голосов среди 6 кандидатов. В парламенте являлся членом комиссии по вопросам агропромышленного комплекса. Параллельно с депутатской деятельностью с 1991 года являлся заместителем начальника Иршавского районного отделения ПО «Иршавсадвинпром». Депутатские полномочия истекли 10 мая 1994 года.
На парламентских выборах 1994 года был кандидатом в народные депутаты Верховной рады Украины II созыва, избран не был.
Награждён орденами Трудового Красного Знамени и Дружбы народов.